# Juan Antonio Pezet
Juan Antonio Pezet Rodríguez (Lima, 11 giugno 1809 – Chorrillos, 24 marzo 1879) è stato un politico peruviano.
È stato Presidente del Perù dal 5 agosto 1863 al 25 aprile 1865 e dal 24 giugno all'8 novembre 1865.